# Epicyrtica metallica
Epicyrtica metallica là một loài bướm đêm thuộc họ Noctuidae. Loài này có ở Úc.

## Hình ảnh

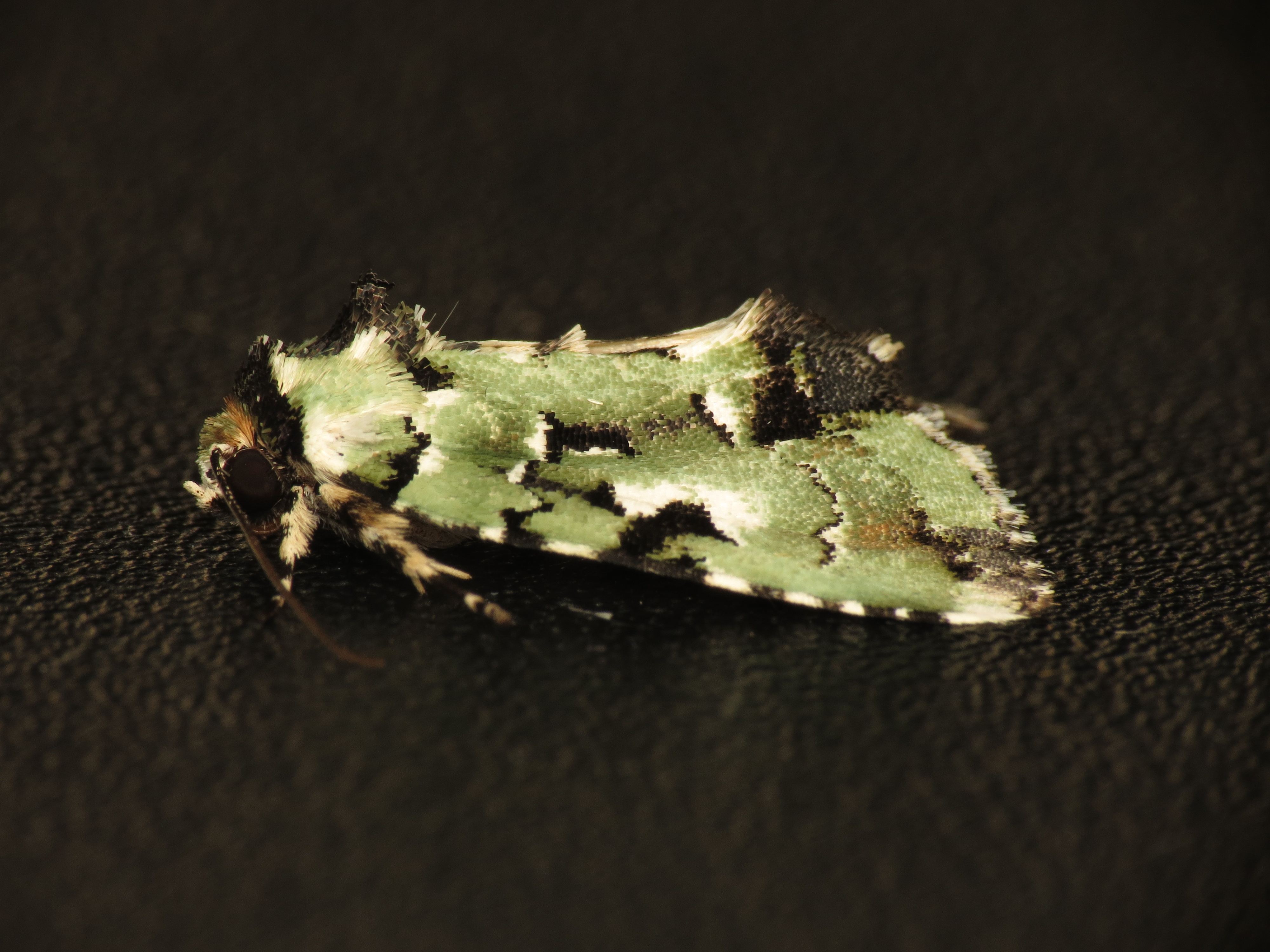
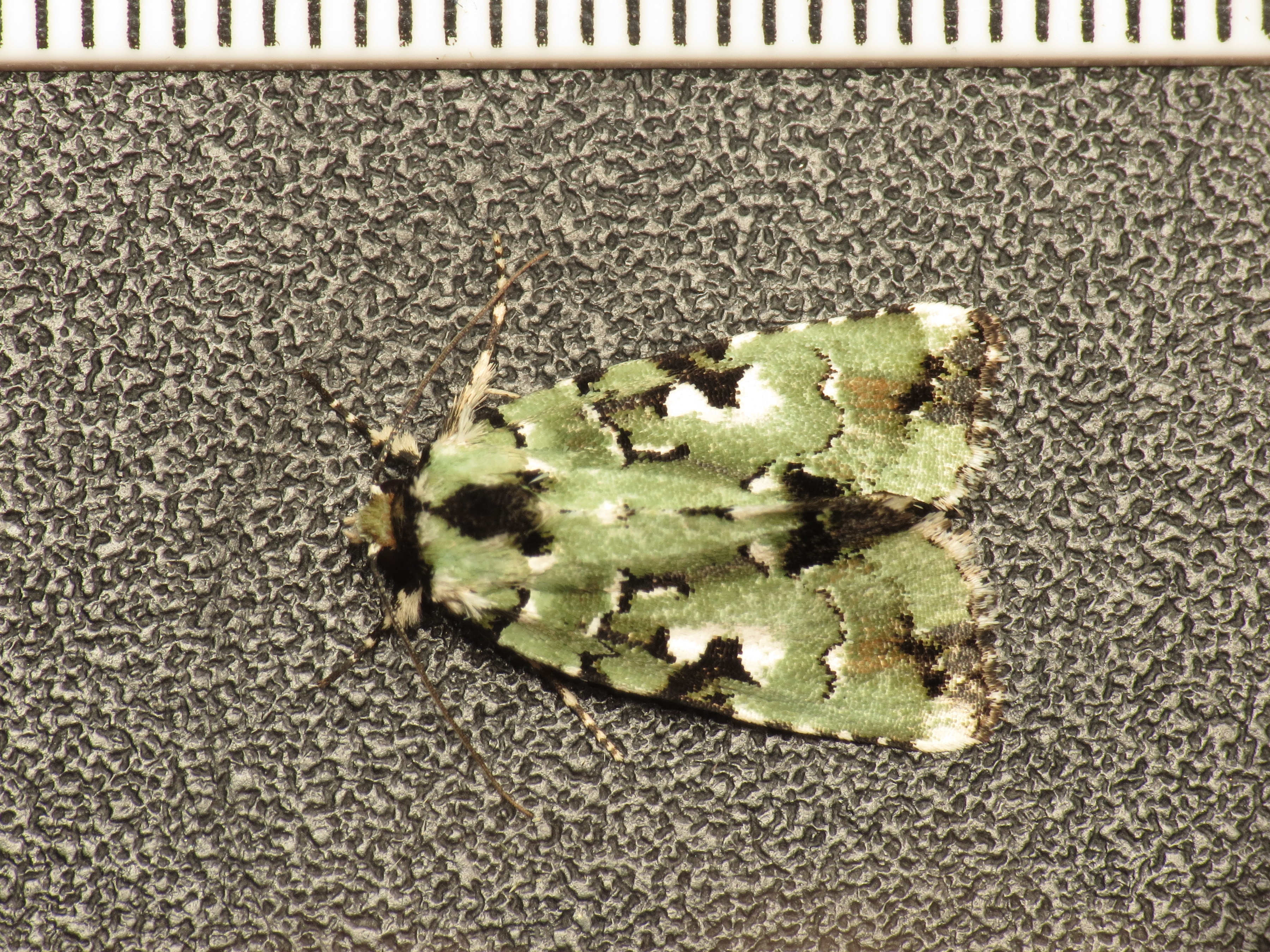
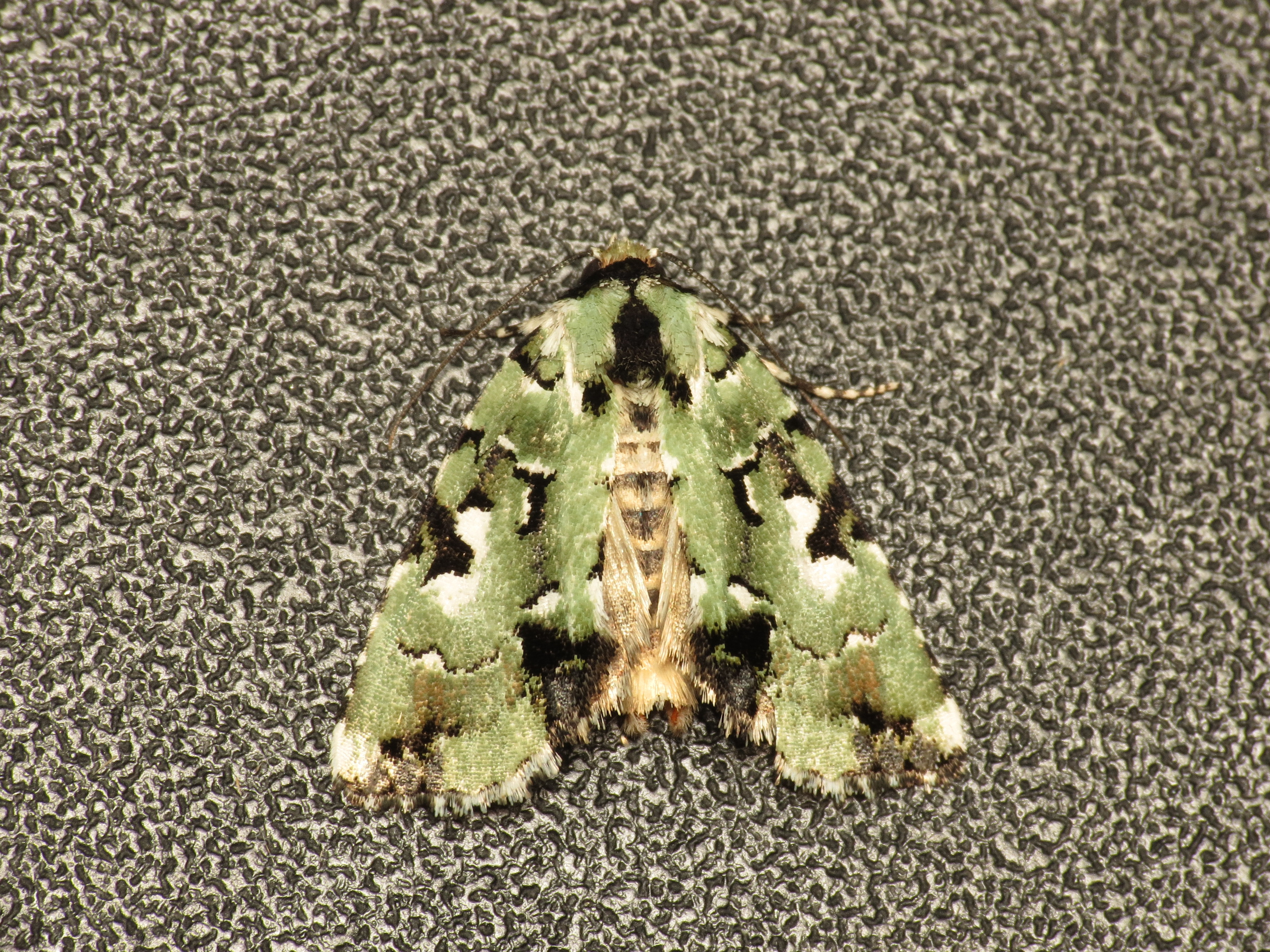